# Viktoria von Baden

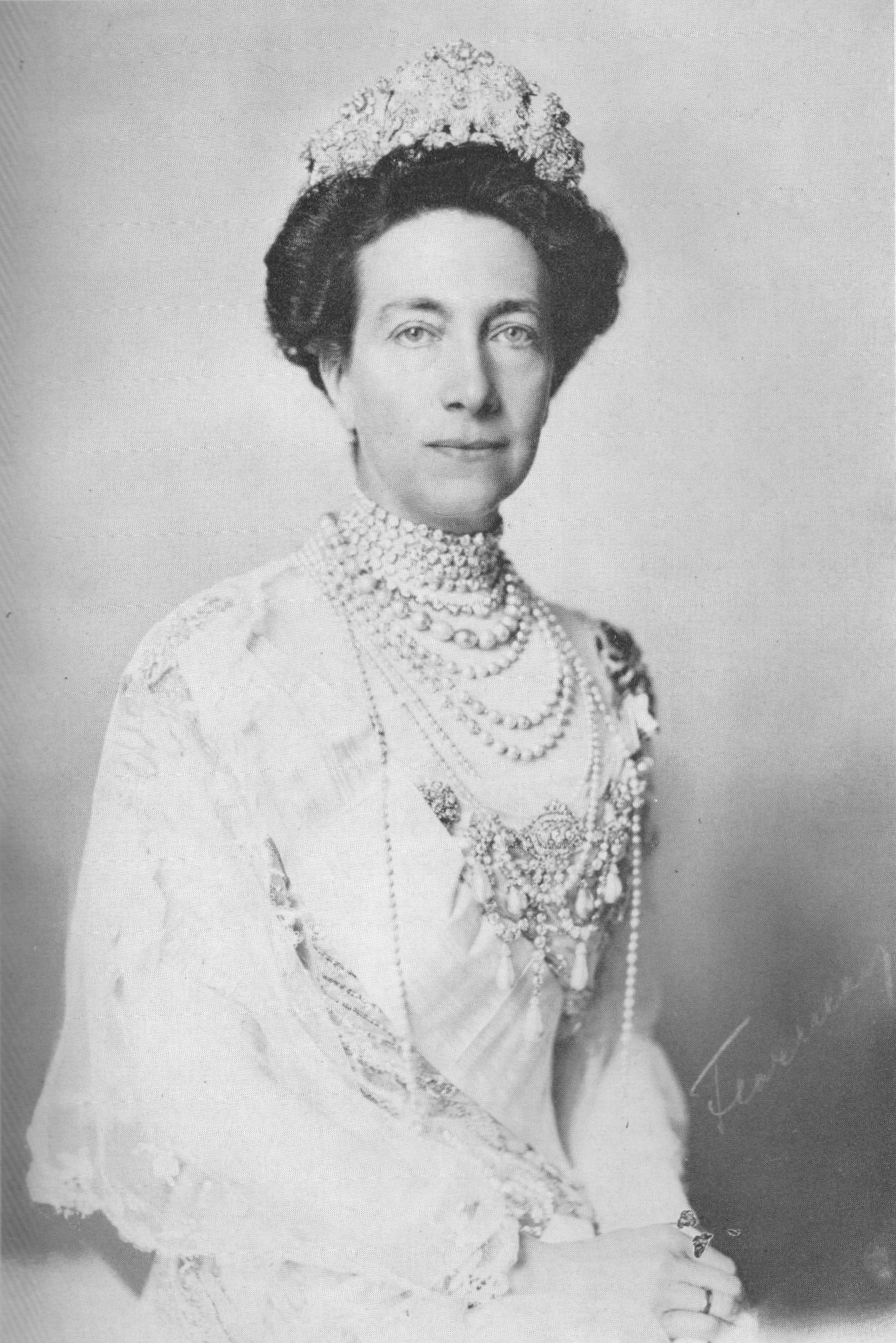
Königin Viktoria von Schweden (um 1910)

Königin Viktoria von Schweden – gebürtig Sophie Marie Viktoria Prinzessin und Markgräfin von Baden, Herzogin von Zähringen (schwedische Schreibweise Victoria av Baden; * 7. August 1862 auf Schloss Karlsruhe, Karlsruhe; † 4. April 1930 in Rom) war eine Prinzessin aus dem Haus Baden und durch Heirat Königin von Schweden.

## Leben
Viktoria, genannt Vicky, wurde als zweites Kind von Großherzog Friedrich I. von Baden und seiner Gattin Luise von Preußen, der Tochter des späteren Kaisers Wilhelm I., in Karlsruhe geboren.
Viktoria heiratete am 20. September 1881 den Kronprinzen Gustav von Schweden und Norwegen, der 1907 als Gustav V. König von Schweden wurde. Das Paar hatte drei Söhne:
- Gustav Adolf (* 11. November 1882; † 15. September 1973); Herzog von Schonen, als Gustav VI. Adolf König von Schweden

1. ⚭ Margaret of Connaught
2. ⚭ Louise Mountbatten

- Wilhelm (* 17. Juni 1884; † 5. Juni 1965); Herzog von Södermanland ⚭ Marija Pawlowna Romanowa von Russland
- Erik (* 20. April 1889; † 20. September 1918); Herzog von Westermanland

Sie war Dame des Seraphinen-Ordens und Chef des Königlich-Preußischen Füsilier-Regiments „Königin Viktoria von Schweden“ (Pommersches) Nr. 34.
Ihr Cousin Prinz Max von Baden war in der Schlussphase des Ersten Weltkriegs der letzte Reichskanzler des deutschen Kaiserreiches.

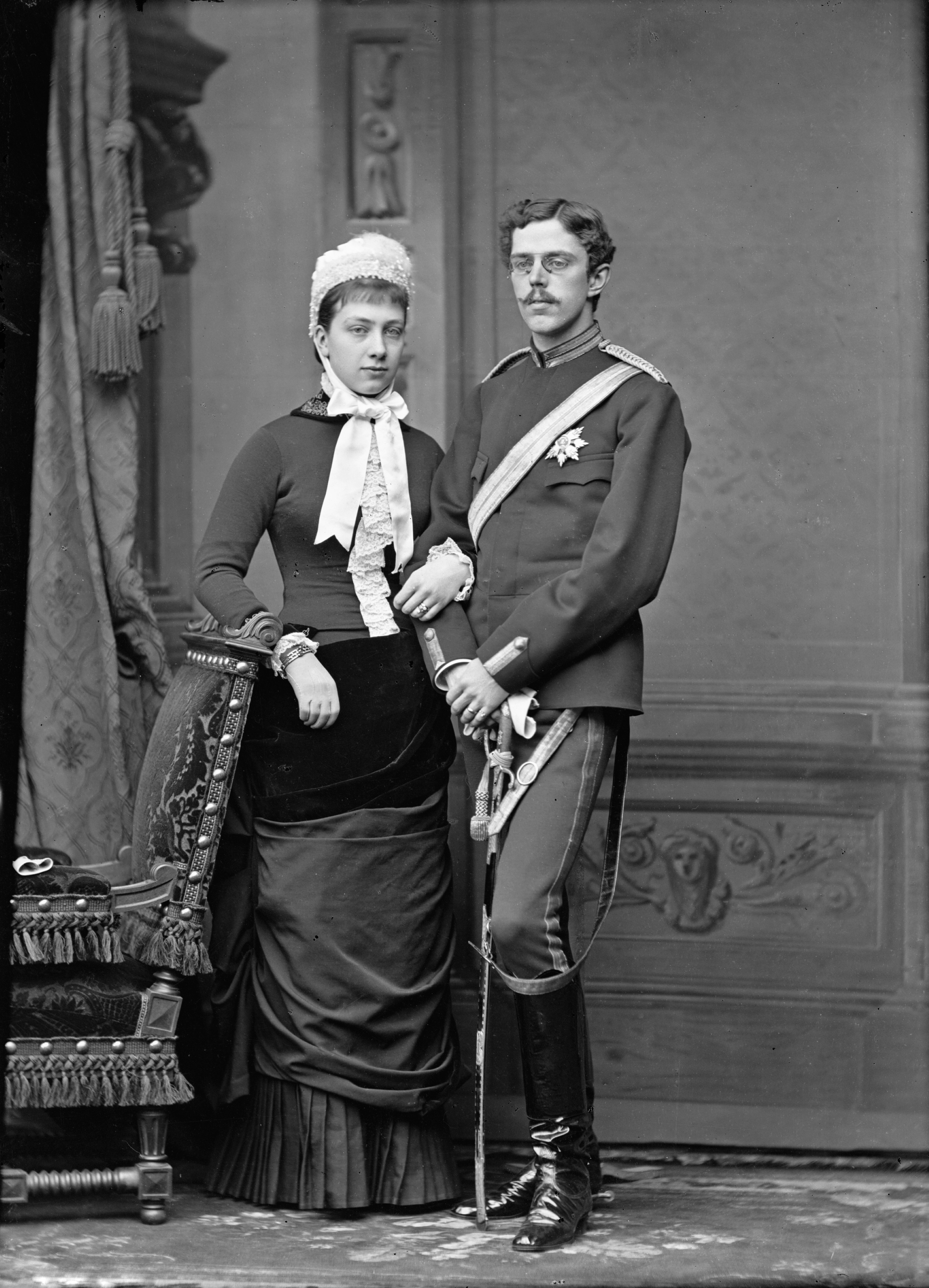
Viktoria mit Gustav (1881)

Nach der schweren Geburt des dritten Sohnes Erik und einer folgenden Krankheit fuhr das Kronprinzenpaar zur Erholung nach Ägypten. Im folgenden Herbst kehrte sie, wieder aus gesundheitlichen Gründen, zurück. In dieser Zeit entwickelte sie ein Interesse für Archäologie, ließ Ausgrabungen durchführen und begann mit dem Sammeln ägyptischer Altertümer, die sie mit weiteren Stiftungen später dem Ägyptologischen Institut der Universität Uppsala schenkte. 1895 erhielt das Institut von der königlichen Familie die Erlaubnis, in Anerkennung dieser Schenkungen seine Sammlungen unter dem Namen Victoriamuseet för egyptiska fornsaker (Victoria Museum für ägyptische Altertümer) zu führen, unter dem das Museum bis heute als ständige Sammlung des Museum Gustavianum an der Universität Uppsala firmiert.

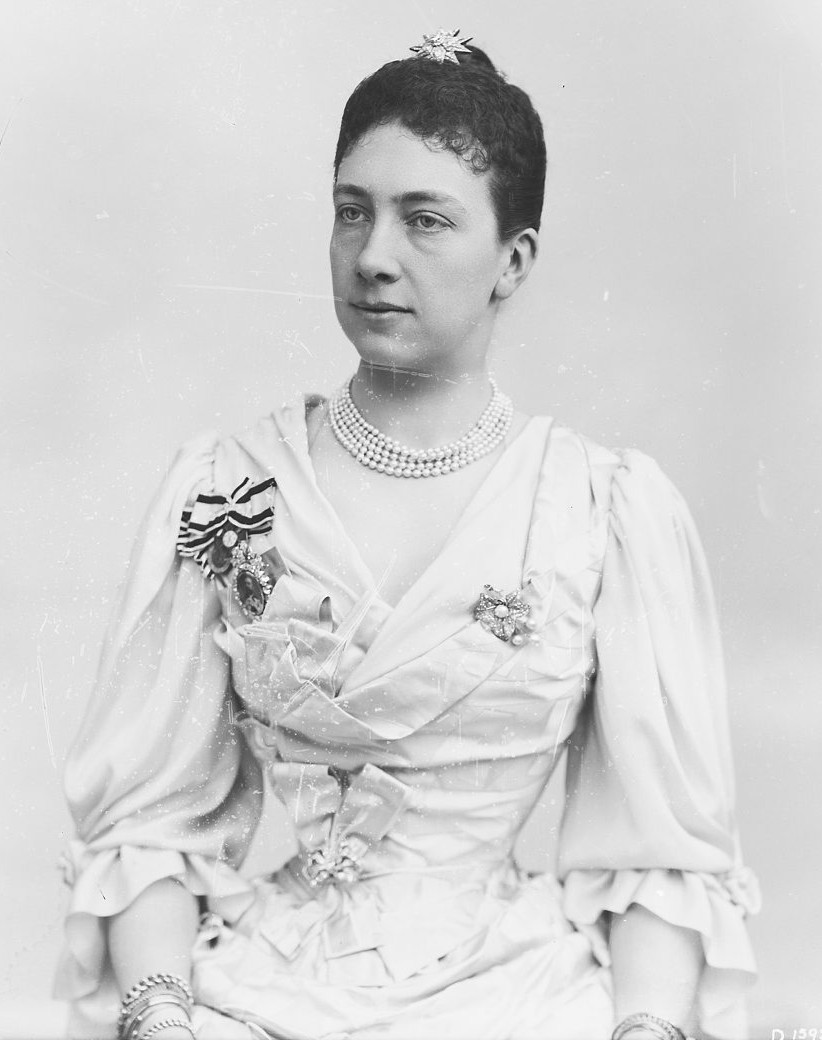
Viktoria im Jahr 1882

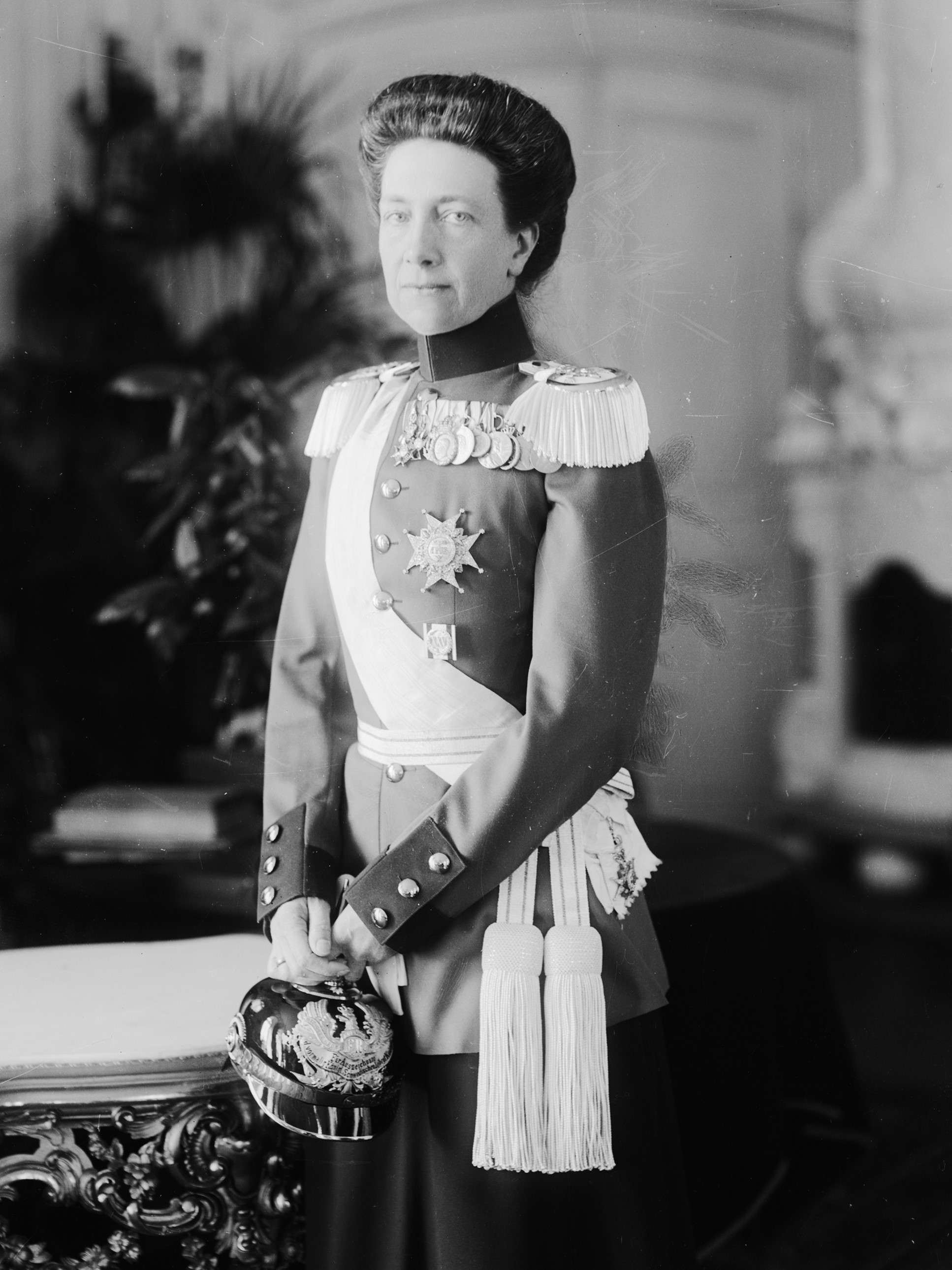
Victoria als Regimentschef des Füsilier-Regiments Königin Victoria von Schweden (Pommersche) Nr. 34 (1910)

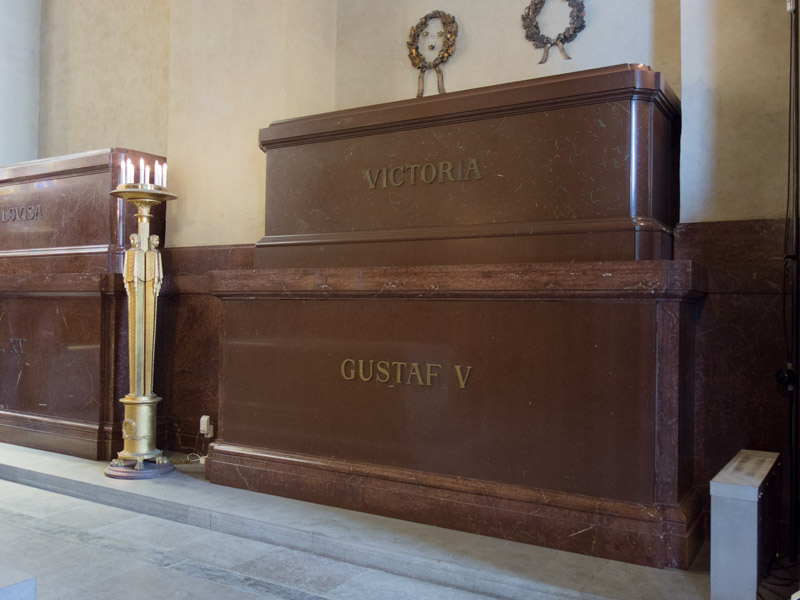
Grabstätten König Gustavs V. (unten) und seiner Frau Viktoria (oben) in der Riddarholmskyrkan

Ihre Ehe bestand nach der Geburt Eriks zunehmend nur noch auf dem Papier, seitdem Gustav aus seiner Homosexualität keinen Hehl mehr machte. 1890 lernte die damalige Kronprinzessin bei einem Besuch auf Capri den schwedischen Arzt Axel Munthe kennen, mit dem sie anschließend eine lebenslange Liebe und Freundschaft verband. Der genaue Charakter ihrer Beziehung ist umstritten, eine sexuelle Affäre ist zumindest nicht belegt. Bis zum Ersten Weltkrieg verbrachte Viktoria regelmäßig lange Aufenthalte auf der Insel. 1893 wurde Munthe ihr Leibarzt. Nach Schweden kehrte sie nur selten zurück, aber sie ließ sich in den Jahren 1903 bis 1906 auf dem Gelände von Schloss Borgholm auf der Insel Öland die Villa Solliden als Sommersitz erbauen, nach dem Vorbild von Munthes Villa San Michele auf Capri. Die Villa wird bis heute von der schwedischen Königsfamilie während der Sommerferien bewohnt.
Der Weltkrieg trennte Munthe und Victoria für sieben lange Jahre, in denen sie nur brieflich in Verbindung blieben. In den zwanziger Jahren lebte die Königin meist in Rom in der Villa Svezia. Dort starb sie 1930 im Beisein Munthes. Der Arzt hatte 1928 „Das Buch von San Michele“ über sein Leben und den Bau seiner Villa auf Capri veröffentlicht. Seine wirkliche Beziehung zu Viktoria behielt er geheim.
Von ihrem kinderlosen Bruder, Großherzog Friedrich II. von Baden, hatte die Königin 1928 die Insel Mainau geerbt, deren Gartenanlagen auf ihren Vater zurückgehen. Sie kümmerte sich jedoch, wie ihr Bruder, kaum um die Insel und vererbte das verwilderte Eiland ihrem jüngeren Sohn Prinz Wilhelm, dessen Sohn Lennart Bernadotte sie 1932 übernahm und schließlich wieder zu einer „Blumeninsel“ machte.
Die derzeitige Kronprinzessin Victoria von Schweden wurde nach ihr getauft.

## Vorfahren
| Ahnentafel von Viktoria von Baden | Ahnentafel von Viktoria von Baden                                                                                  | Ahnentafel von Viktoria von Baden                                                                                              | Ahnentafel von Viktoria von Baden                                                                  | Ahnentafel von Viktoria von Baden                                                                  | Ahnentafel von Viktoria von Baden                                                                                          | Ahnentafel von Viktoria von Baden                                                                      | Ahnentafel von Viktoria von Baden                                                                                        | Ahnentafel von Viktoria von Baden                                                                                        |
| --------------------------------- | --- | --- | -------------------------------------------------------------------------------------------------- | -------------------------------------------------------------------------------------------------- | --- | --- | --- | --- |
| Ururgroßeltern                    | Erbprinz Friedrich von Baden-Durlach (1703–1732) ⚭ 1727 Anna Charlotte Amalie von Nassau-Dietz-Oranien (1710–1777) | Freiherr Ludwig Heinrich Philipp Geyer von Geyersberg (1727–1780) ⚭ 1756 Gräfin Maximiliane Christiane von Sponeck (1730–1804) | König Gustav III. von Schweden (1746–1792) ⚭ 1766 Sophie von Dänemark (1746–1813)                  | Karl Ludwig von Baden (1755–1801) ⚭ 1774 Amalie von Hessen-Darmstadt (1754–1832)                   | Großherzog Karl II. von Mecklenburg-Strelitz (1741–1816) ⚭ 1768 Friederike Caroline Luise von Hessen-Darmstadt (1752–1782) | König Friedrich Wilhelm II. von Preußen (1744–1797) ⚭ 1769 Friederike von Hessen-Darmstadt (1751–1805) | Großherzog Carl August von Sachsen-Weimar-Eisenach (1757–1828) ⚭ 1775 Luise von Hessen-Darmstadt (1757–1830)             | Zar Paul I. von Russland (1754–1801) ⚭ 1776 Sophie Dorothee von Württemberg (1759–1828)                                  |
| Urgroßeltern                      | Großherzog Karl Friedrich von Baden (1728–1811) ⚭ 1787 Luise Karoline von Hochberg (1768–1820)                     | Großherzog Karl Friedrich von Baden (1728–1811) ⚭ 1787 Luise Karoline von Hochberg (1768–1820)                                 | König Gustav IV. Adolf von Schweden (1778–1837) ⚭ 1797 Frederike Dorothea von Baden (1781–1826)    | König Gustav IV. Adolf von Schweden (1778–1837) ⚭ 1797 Frederike Dorothea von Baden (1781–1826)    | König Friedrich Wilhelm III. von Preußen (1770–1840) ⚭ 1793 Luise von Mecklenburg-Strelitz (1776–1810)                     | König Friedrich Wilhelm III. von Preußen (1770–1840) ⚭ 1793 Luise von Mecklenburg-Strelitz (1776–1810) | Großherzog Karl Friedrich von Sachsen-Weimar-Eisenach (1783–1853) ⚭ 1804 Großfürstin Maria Pawlowna Romanowa (1786–1859) | Großherzog Karl Friedrich von Sachsen-Weimar-Eisenach (1783–1853) ⚭ 1804 Großfürstin Maria Pawlowna Romanowa (1786–1859) |
| Großeltern                        | Großherzog Leopold von Baden (1790–1852) ⚭ 1819 Sophie Wilhelmine von Holstein-Gottorp (1801–1865)                 | Großherzog Leopold von Baden (1790–1852) ⚭ 1819 Sophie Wilhelmine von Holstein-Gottorp (1801–1865)                             | Großherzog Leopold von Baden (1790–1852) ⚭ 1819 Sophie Wilhelmine von Holstein-Gottorp (1801–1865) | Großherzog Leopold von Baden (1790–1852) ⚭ 1819 Sophie Wilhelmine von Holstein-Gottorp (1801–1865) | Kaiser Wilhelm I. (1797–1888) ⚭ 1829 Augusta von Sachsen-Weimar-Eisenach (1811–1890)                                       | Kaiser Wilhelm I. (1797–1888) ⚭ 1829 Augusta von Sachsen-Weimar-Eisenach (1811–1890)                   | Kaiser Wilhelm I. (1797–1888) ⚭ 1829 Augusta von Sachsen-Weimar-Eisenach (1811–1890)                                     | Kaiser Wilhelm I. (1797–1888) ⚭ 1829 Augusta von Sachsen-Weimar-Eisenach (1811–1890)                                     |
| Eltern                            | Großherzog Friedrich I. von Baden (1826–1907) ⚭ 1856 Luise von Preußen (1838–1923)                                 | Großherzog Friedrich I. von Baden (1826–1907) ⚭ 1856 Luise von Preußen (1838–1923)                                             | Großherzog Friedrich I. von Baden (1826–1907) ⚭ 1856 Luise von Preußen (1838–1923)                 | Großherzog Friedrich I. von Baden (1826–1907) ⚭ 1856 Luise von Preußen (1838–1923)                 | Großherzog Friedrich I. von Baden (1826–1907) ⚭ 1856 Luise von Preußen (1838–1923)                                         | Großherzog Friedrich I. von Baden (1826–1907) ⚭ 1856 Luise von Preußen (1838–1923)                     | Großherzog Friedrich I. von Baden (1826–1907) ⚭ 1856 Luise von Preußen (1838–1923)                                       | Großherzog Friedrich I. von Baden (1826–1907) ⚭ 1856 Luise von Preußen (1838–1923)                                       |
| Viktoria von Baden (1862–1930)    | | | | | | | | |